# Choquepuquio
Choquepuquio (posiblemente del quechua chuqi metal, oro (<aimara), todo tipo de metales preciosos, manantial pukyu, pozo) es un antiguo sitio arqueológico perteneciente a la cultura Wari en el valle Sagrado de los Incas, al sur del Perú. Estas extensas ruinas están situadas cerca del pueblo de Huacarpay y de la laguna homónima en el distrito de Lucre, provincia de Quispicanchi, en el departamento del Cuzco.
El sitio data de c. 400 d. C. y duró hasta bien entrado la existencia del Virreinato del Perú antes de su abandono total alrededor de 1530 d. C.